# АЕС Гронде
Атомна електростанція Гронде (нім. Kernkraftwerk Grohnde) — колишня атомна електростанція в Німеччині, потужністю 1430 МВт. Знаходиться північніше місцевості Гронде комуни Емерталь, Нижня Саксонія. 83,3% належать E.ON, решта — Stadtwerke Bielefeld.
Центральним елементом колишньої атомної електростанції був водопровідний реактор будівельної лінії потужністю 1300 МВт, який побудувала Kraftwerk Union. Електростанція експлуатувалася громадською атомною електростанцією Grohnde GmbH & Co. oHG. Акціонерами були PreussenElektra (83,3%) і Stadtwerke Bielefeld (16,7%). Оператор був з PreussenElektra.
Номінальна потужність електростанції становила 3900 мегават (теплова). Чиста електрична потужність склала близько 1360 мегават. Використано 193 ТВЗ UO2 зі збагаченням до 4% по масі 235U та МОКС-ТВЗ. Реактор належав до другого покоління в Німеччині, так званих передконвойних установок, і вперше вийшов у критичний стан (тобто досяг нормального робочого стану) 1 вересня 1984 року. Після 37 років роботи він був закритий 31 грудня 2021 року.

## Дані енергоблоку
АЕС має один енергоблок:
| Енергоблок    | Тип реактору                       | Нетто- потужність | Брутто- потужність | Початок будівництва | Синхронізація з електромережею | Комерційна експлуатація | Закриття   |
| ------------- | ---------------------------------- | ----------------- | ------------------ | ------------------- | ------------------------------ | ----------------------- | ---------- |
| Grohnde (KWG) | Водо-водяний ядерний реактор (PWR) | 1360 МВт          | 1430 МВт           | 01.06.1976          | 05.09.1984                     | 01.02.1985              | 31.12.2021 |